# 약속의 땅
약속의 땅(히브리어: הארץ המובטחת)은 히브리어 성경에 기록된, 하나님이 이스라엘 백성에게 주겠다고 약속한 땅으로 가나안 지역이다.

## 같이 보기
- 시온주의
- 거룩한 땅